# جبريل غيلبرت
جبريل غيلبرت (بالفرنسية: Gabriel Gilbert)‏ هو كاتب مسرحي وكاتب وشاعر فرنسي، ولد في 1620 في باريس في فرنسا، وتوفي في 1680.